# Condé-sur-Aisne
Condé-sur-Aisne är en kommun i departementet Aisne i regionen Hauts-de-France i norra Frankrike. Kommunen ligger  i kantonen Vailly-sur-Aisne som ligger i arrondissementet Soissons. År 2022 hade Condé-sur-Aisne 358 invånare.

## Befolkningsutveckling
Antalet invånare i kommunen Condé-sur-Aisne
Referens: INSEE